# Vol 610 de Lion Air
El vol 610 de Lion Air (JT610) va ser un vol intern de passatgers operat per l'aerolínia Indonèsia Lion Air que va sortir de l'Aeroport Internacional Soekarno-Hatta de Jakarta amb destí l'aeroport Depati Amir de Pangkal Pinang que va desaparèixer dels radars ies va estavellar 13 minuts després de l'enlairament el 29 octubre 2018.
Abans de caure al mar de Java, el pilot va sol·licitar el retorn de l’aeronau a la capital d’Indonèsia, segons han indicat les autoritats.
L’aparell havia entrat en funcionament tot just el mes d’agost passat i tenia unes 800 hores de vol. En roda de premsa, les autoritats d’Indonèsia van informat que l’avió va patir problemes tècnics en un vol el diumenge a la nit, però que en principi van ser solucionats abans d’enlairar-se de nou.
| « | No podem pressuposar res fins que no trobem les caixes negres i analitzem la gravació de la torre de control aeri | » |

 ha assegurat el responsable.